# 1. deild islandzka w piłce nożnej (1997)
Sezon 1997 był 43. sezonem drugiego poziomu ligowego piłki nożnej na Islandii, pierwszym po zmianie nazwy na 1. deild. Pierwsze miejsce zajął zespół Þróttur Reykjavík, zdobywając czterdzieści punktów w osiemnastu meczach. Po sezonie awansowały zespoły Þróttur Reykjavík i ÍR, spadły natomiast Dalvík oraz Reynir.

## Drużyny
Po sezonie 1996 z ligi awansowały zespoły Fram i Skallagrímur, spadły zaś Völsungur Húsavík oraz Leiknir. Ich miejsce zajęły spadające z 1. deild Fylkir i Breiðablik oraz awansujące z 3. deild Dalvík i Reynir.
| Uczestnicy poprzedniej edycji                                                                                 | Uczestnicy poprzedniej edycji | Uczestnicy poprzedniej edycji | Uczestnicy poprzedniej edycji |
| --- | ----------------------------- | ----------------------------- | ----------------------------- |
| ÞRR | Þróttur Reykjavík             | 3                             |                               |
| KA | KA Akureyri                   | 4                             |                               |
| ÞÓR | Þór Akureyri                  | 5                             |                               |
| FH | FH                            | 6                             |                               |
| ÍRE | ÍR                            | 7                             |                               |
| VÍR | Víkingur Reykjavík            | 8                             |                               |
| Spadek z 1. deild                                                                                             |                               |                               |                               |
| FYL | Fylkir                        | 9                             |                               |
| BRE | Breiðablik                    | 10                            |                               |
| Awans z 3. deild                                                                                              |                               |                               |                               |
| DAL | Dalvík                        | 1                             |                               |
| REY | Reynir                        | 2                             |                               |
| Oznaczenia: - kolumna pierwsza – skróty nazw drużyn, - kolumna trzecia – miejsce zajęte w poprzednim sezonie. |                               |                               |                               |

## Tabela
| Lp. | Drużyna            | M  | Z  | R | P  | Bramki | Bramki | Różn. | Pkt | Uwagi                |
| --- | ------------------ | -- | -- | - | -- | ------ | ------ | ----- | --- | -------------------- |
| 1   | Þróttur Reykjavík  | 18 | 12 | 4 | 2  | 40     | 21     | +19   | 40  | Awans do Úrvalsdeild |
| 2   | ÍR                 | 18 | 12 | 3 | 3  | 50     | 25     | +25   | 39  | Awans do Úrvalsdeild |
| 3   | FH                 | 18 | 12 | 3 | 3  | 40     | 17     | +23   | 39  |                      |
| 4   | Breiðablik         | 18 | 12 | 3 | 3  | 37     | 14     | +23   | 39  |                      |
| 5   | Þór Akureyri       | 18 | 6  | 4 | 8  | 22     | 34     | −12   | 22  |                      |
| 6   | Fylkir             | 18 | 5  | 5 | 8  | 24     | 26     | −2    | 20  |                      |
| 7   | KA Akureyri        | 18 | 4  | 6 | 8  | 24     | 31     | −7    | 18  |                      |
| 8   | Víkingur Reykjavík | 18 | 4  | 4 | 10 | 21     | 31     | −10   | 16  |                      |
| 9   | Dalvík             | 18 | 3  | 3 | 12 | 22     | 41     | −19   | 12  | Spadek do 2. deild   |
| 10  | Reynir             | 18 | 1  | 3 | 14 | 12     | 52     | −40   | 6   | Spadek do 2. deild   |

## Wyniki
| Gospodarz \ Gość   | BRE | DAL | FYL | FH  | KA  | REY | VÍR | ÍRE | ÞRR | ÞÓR |
| Breiðablik         |     | 2:1 | 1:1 | 1:0 | 2:1 | 4:0 | 0:0 | 1:3 | 0:1 | 0:0 |
| Dalvík             | 0:1 |     | 0:2 | 2:2 | 1:1 | 3:0 | 2:1 | 1:4 | 1:2 | 2:3 |
| Fylkir             | 1:3 | 2:2 |     | 1:3 | 2:1 | 2:1 | 4:1 | 3:0 | 1:1 | 3:4 |
| FH                 | 0:2 | 5:2 | 1:0 |     | 1:1 | 6:0 | 2:1 | 3:2 | 0:0 | 2:0 |
| KA Akureyri        | 0:1 | 2:1 | 3:0 | 0:1 |     | 2:2 | 0:2 | 3:3 | 0:4 | 0:0 |
| Reynir             | 1:8 | 2:0 | 0:0 | 1:2 | 1:2 |     | 1:3 | 0:3 | 0:3 | 1:2 |
| Víkingur Reykjavík | 0:1 | 4:0 | 1:0 | 1:2 | 2:2 | 1:1 |     | 1:2 | 0:3 | 1:2 |
| ÍR                 | 1:5 | 5:0 | 1:0 | 2:1 | 4:1 | 8:0 | 3:0 |     | 2:2 | 3:2 |
| Þróttur Reykjavík  | 3:2 | 3:1 | 2:1 | 1:5 | 3:2 | 2:1 | 4:0 | 2:2 |     | 3:1 |
| Þór Akureyri       | 1:3 | 0:3 | 1:1 | 0:4 | 1:3 | 1:0 | 2:2 | 0:2 | 2:1 |     |

Źródło:  (ang.)
Objaśnienia:
1Drużyna gospodarzy jest wymieniona po lewej stronie tabeli.
Kolory: zielony – zwycięstwo gospodarzy, żółty – remis, różowy – zwycięstwo gości.

## Najlepsi strzelcy
| Bramki | Strzelcy                | Drużyna           |
| ------ | ----------------------- | ----------------- |
| 19     | Kristján Carnell Brooks | ÍR                |
| 16     | Kjartan Einarsson       | Breiðablik        |
| 10     | Brynjar Þór Gestsson    | FH                |
| 10     | Einar Örn Birgisson     | Þróttur Reykjavík |
| 8      | Guðjón Þorvarðarson     | ÍR                |